# روئینگ پارالمپیک

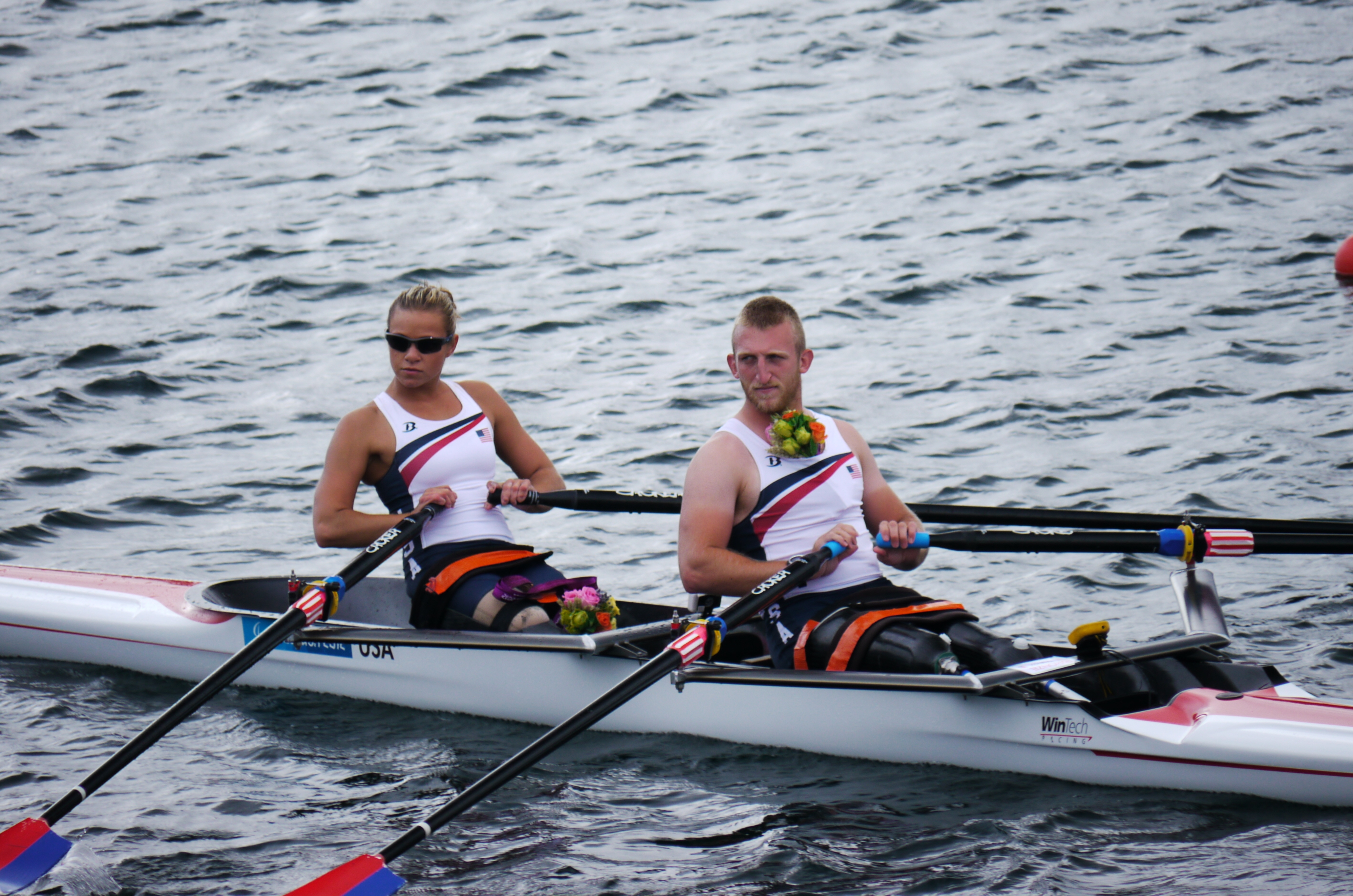
اوکسانا مسترز و راب جونز از ایالات متحده در فینال اسکال مختلط (TA 2x) در پارالمپیک، لندن ۲۰۱۲. پاروزن‌ها روی صندلی ثابت می‌شوند.

پاراروئینگ (یا روئینگ تطبیقی) یک دسته از مسابقات قایقرانی برای افرادی است که دارای ناتوانی‌های جسمی، بینایی یا فکری هستند.

## تاریخچه
در سال ۱۹۱۳، قایقرانی برای افراد دارای معلولیت توسط مدیر مدرسه جورج کلیفورد براون در کالج نابینایان ورسستر در بریتانیای کبیر آغاز شد. براون دانش‌آموزان نابینا را تشویق کرد تا در ورزش‌های خاصی شرکت کنند که در آن‌ها می‌توانند در سطحی برابر با بازیکنان بینا رقابت نمایند و این کار را بدون تغییر انجام دهند. سازمان‌های دیگری که به توانبخشی نابینایان اختصاص یافته‌اند، مانند خوابگاه سنت دانستان، مدت کوتاهی پس از آن در سال ۱۹۱۵ باشگاه‌های قایقرانی را بنیان نهادند. قایقرانی رقابتی با قایقران نابینا برای اولین بار در سال ۱۹۱۴ بین کالج ووستر و اولد بویز در یک مسابقه و کالج ورسستر و پیشاهنگان پسر ووستر در مسابقه دیگری در همان سال، آغاز شد.
در اکتبر ۱۹۴۵، کهنه سربازان ارتش، نیروی دریایی و تفنگداران دریایی ایالات متحده که در طول جنگ جهانی دوم نابینا شده بودند، به عضویت مسابقه قایقرانی روز نیروی دریایی در رودخانه شویلکیل در فیلادلفیا، درآمدند. برخی این رویداد را محرک علاقه بین‌المللی به روئینگ تطبیقی می‌دانند.

## کلاس‌ها
طبق قوانین فدراسیون روئینگ جهانی سه دسته برای قایقرانان تطبیقی وجود دارد:
PR3 (قبلاً LTA – پاها، تنه، بازوها)
استفاده از حداقل یک پا، تنه و بازو. همچنین برای کسانی که دارای اختلالات بینایی و فکری هستند. پارویی با قایق‌های استاندارد و صندلی‌های لغزنده.
PR2 (قبلاً TA - تنه و بازوها)
فقط از عضلات تنه استفاده شود. قایق دارای صندلی ثابت.
PR1 (قبلاً AS – Arms and Shoulders)
کنترل محدود تنه. عقب قایق دارای صندلی ثابت است و پاروزن در سطح بالای سینه بسته شده است تا فقط حرکات شانه و بازو مجاز به حرکت باشند.